# Швајген-Рехтенбах
Швајген-Рехтенбах (њем. Schweigen-Rechtenbach) општина је у њемачкој савезној држави Рајна-Палатинат. Једно је од 74 општинска средишта округа Зидлихе Вајнштрасе. Према процјени из 2010. у општини је живјело 1.463 становника. Посједује регионалну шифру (AGS) 7337071.

## Географски и демографски подаци
Швајген-Рехтенбах се налази у савезној држави Рајна-Палатинат у округу Зидлихе Вајнштрасе. Општина се налази на надморској висини од 217 метара. Површина општине износи 16,0 km². У самом мјесту је, према процјени из 2010. године, живјело 1.463 становника. Просјечна густина становништва износи 91 становника/km².